# Мі-36
Мі-36 був радянським багатоцільовим легким вертольотом спроектованим у 1980-ті роки. Він проектувався для вогневої підтримки і зв'язку, для перевезення вантажів, рятувально-пошукових робіт і евакуації та повітряного спостереження. Планувалося також використовувати два турбовальних двигуна ТВ-O-100, дволопатевий несний гвинт і чотирилопатевий хвостовий.

## Проектування і розробка
Розробка на початку 1980-х турбіни ТВ-O-100 дала радянським конструкторам першу легку силову установку, яка підходила для створення малих потужних вертольотів. Це дозволило розробити новий клас легких бойових вертольотів для створення більшої потужнішої транспортної, штурмової і протитанкової платформи.
Вертоліт передбачався для використання в ролі ударного, штурмового, транспортного з чотирма солдатами, евакуаційного з чотирма ношами, рятувально-пошукового, зв'язкового, легкого вантажного, розвідувального, артилерійського коригувальника, а також у ролі потенційного розвідувального, спостережного вертольота і вертольота підтримки ударних вертольотів (Мі-28 і Ка-50) для визначення/підтвердження цілей. У специфікації також було включено можливості польотів вдень, вночі і за будь-якої погоди.
Досвід використання Мі-24 в Афганістані показав вразливість вертольотів від засідок піхоти, вогню з РПГ і ПЗРК, а також потребу вести вогонь на придушення загрози (навіть якщо загроза позаду). В результаті вертольот розроблявся з двома турелями, які могли вести вогонь на 360 градусів. Як озброєння мав бути встановлений кулемет калібру 7,62 мм і скоріш за все ним повинен був стати кулемет ГШГ-7,62, який розробляли як захисний для вертольотів (він є основним озброєнням десантно-транспортного вертольота Ка-29TB).
Крім того можна було встановити невеликі крила, що допомагало нести вертольоту бомби, гарматні контейнери, блоки НАР і до восьми протитанкових ракет (скоріш за все це були б ракети 9K114 Штурм у нових пускових контейнерах по 4 ракети, які розроблялися для Мі-8).
Також планувалася цивільна версія, яка могла перевозити 10 людей або 1 тонну вантажу і мала можливість вести рятувально-пошукові роботи.
У специфікації було зазначено, що злітна вага має становити 2500 кг, але спроба поєднати ударну, транспортну і рятувальну версії збільшила вагу до 3400 кг. Тим часом ДКБ Камова розробили більш спеціалізовану платформу у ваговому діапазоні 2200 кг Камов В-60, якій надали перевагу, але ніколи не виробляли. Більша частина розробок пізніше була використана у вертольоті Мі-40, який було представлено за рік після появи Mi-36.